# 綠野仙蹤 (1939年電影)
《綠野仙蹤》（英語：The Wizard of Oz）是一部1939年的美國歌舞奇幻電影，由米高梅電影公司發行。導演是維多·佛萊明，該片改編自李曼·法蘭克·鮑姆於1900年撰寫的童話書《綠野仙蹤》。茱蒂·嘉蘭主演，描述桃樂絲·蓋爾與三位夥伴前往奥兹王国找回家路程的故事。
此電影的劇情和音樂都受到好評，亦是最早使用特藝七彩技術的彩色電影之一。該片提名五項奧斯卡獎，獲得原創歌曲和原創音樂獎；同年，主角茱蒂·嘉蘭獲頒奧斯卡青少年獎。至今，片中的角色、對白、音樂、和服裝仍廣泛流傳在美國流行文化中。
美國電影學會將此電影評為史上最經典電影第6名、最經典歌舞電影第3名，而插曲《彩虹之上》榮登電影歌曲第1位。

## 劇情
在堪萨斯的乡村，桃乐丝·盖尔和她的狗托托住在一起。一个恶毒的邻居阿尔米拉·古尔奇想把托托带走，所以桃乐丝决定带托托一起逃跑。然而，一个算命先生马弗尔教授劝说她回家。当她回到家时，一场龙卷风将桃乐丝和她的房子卷入了奥兹的神奇世界。
在奥兹，善良的女巫格林达欢迎桃乐丝，并告诉她，她的房子压死了东方的坏女巫。这让西方的坏女巫发誓报仇。格林达建议桃乐丝沿着黄砖路去找奥兹国的魔法师，或许他能帮助她回家。途中，桃乐丝遇到想要一个大脑的稻草人、想要一颗心的铁皮人和想要勇气的狮子，他们成为朋友，一起去找魔法师。魔法师告诉他们，要实现愿望，必须拿到坏女巫的扫帚。
经过激烈的斗争，桃乐丝无意中用水融化了坏女巫。卫兵们感谢她，并把扫帚给了他们。然而，魔法师实际上只是一个普通人。尽管如此，魔法师给桃乐丝的三个朋友象征性的礼物，实现了他们的愿望。他还建议桃乐丝乘热气球回到堪萨斯，但气球意外地没有带上她。
格林达再次出现，告诉桃乐丝，她的红宝石鞋可以让她回家。桃乐丝和朋友们告别，按照格林达的指示，用红鞋的力量回到堪萨斯。她在自己的床上醒来，对能够回到家感到十分高兴，并对亨利叔叔和艾姆姑姑说：“没有什么地方比家更好了。”

## 演員

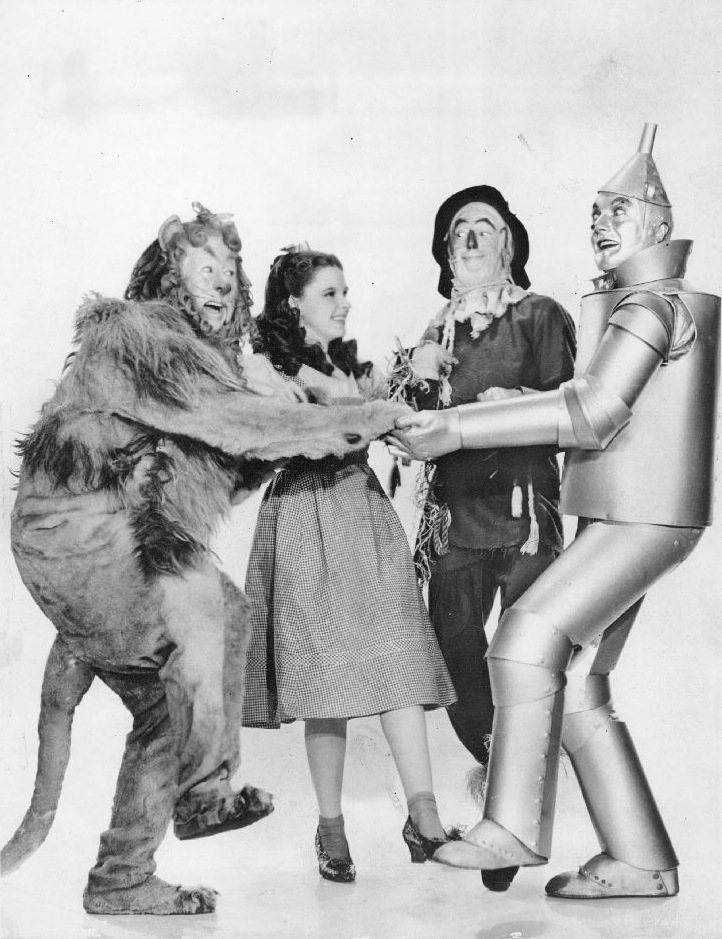
電影主要角色（左至右）：膽小獅、桃樂絲·蓋爾、稻草人及錫樵夫

- 茱蒂·嘉蘭 飾 桃樂絲·蓋爾
- 法蘭克·摩根 飾 奧茲國大巫師
- 雷·鮑嘉（英语：Ray Bolger） 飾 稻草人
- 傑克·哈利（英语：Jack Haley） 飾 錫樵夫
- 伯特·拉尔（英语：Bert Lahr） 飾 膽小獅
- 比利·伯克 飾 格琳达·善巫
- 瑪格麗特·漢彌頓（英语：Margaret Hamilton (actress)） 飾 西國魔女
- 克拉拉·布兰迪克（英语：Clara Blandick） 飾 爱姆婶婶（英语：Aunt Em）
- 查理·格普溫（英语：Charley Grapewin） 飾 亨利叔叔（英语：Uncle Henry (Oz)）
- 帕特·沃尔什（英语：Pat Walshe） 飾 飛猴
- 特里（英语：Terry (dog)） 飾 托托（英语：Toto (Oz)）
- 米切尔·刘易斯（英语：Mitchell Lewis） 飾 护卫队队长

## 歌曲
- 《彩虹之上》

## 評價
爛番茄根據160條評論，本片獲得98%的新鮮度，平均得分9.5／10，觀眾投票獲得89%的分數，平均得分為4.3／5。在Metacritic上，本片獲得92分。

## 外部連結
- 互联网电影数据库（IMDb）上《綠野仙蹤》的资料（英文）
- Box Office Mojo上《綠野仙蹤》的資料（英文）
- AllMovie上《綠野仙蹤》的资料（英文）
- 爛番茄上《綠野仙蹤》的資料（英文）
- Metacritic上《綠野仙蹤》的資料（英文）
- 開眼電影網上《綠野仙蹤》的資料（繁體中文）
- 豆瓣电影上《綠野仙蹤》的資料 （简体中文）
- 时光网上《綠野仙蹤》的資料（简体中文）